# Celldömölk
Celldömölk là một thành phố thuộc hạt Vas, Hungary. Thành phố này có diện tích 52,39 km², dân số năm 2010 là 10956 người, mật độ 209 người/km².